# Wartenberg (Berlin)
Wartenberg, Berlin-Wartenberg – dzielnica (Ortsteil) Berlina w okręgu administracyjnym Lichtenberg. Od 1 października 1920 w granicach miasta.